# Anticuario (ocupación)

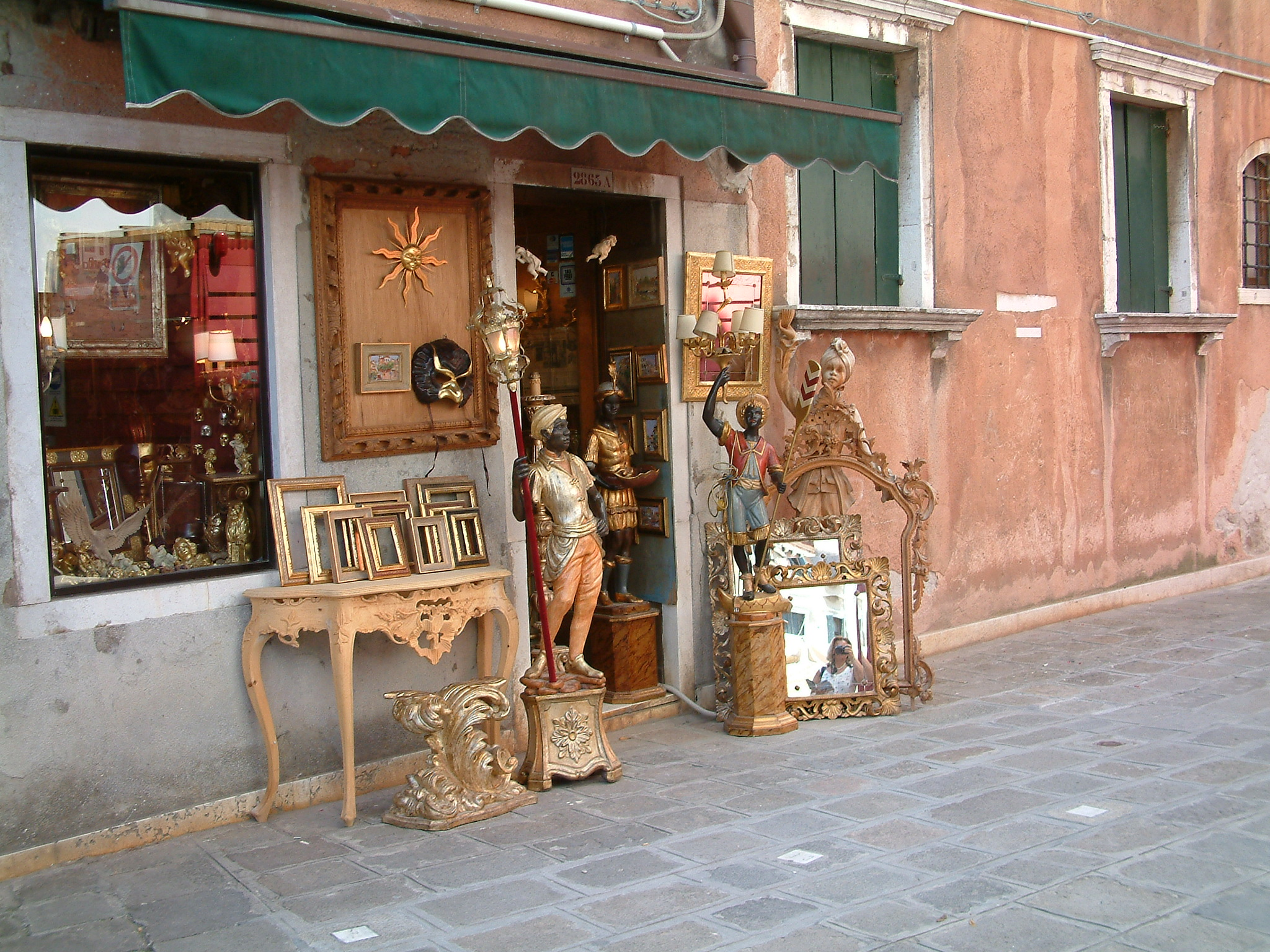
Tienda de antigüedades en Venecia.

Un anticuario es un aficionado a las antigüedades o cosas del pasado. Asimismo, y con más frecuencia en el uso moderno, un anticuario es una persona que se ocupa de recoger "libros antiguos". Más estricto, el término se usa a menudo para los que estudian la historia con especial atención a las "antigüedades", es decir, objetos antiguos de arte o las ciencias físicas como las huellas del pasado. Se suele considerar que surgió en la Edad Media (ver Historia de la arqueología). En el siglo XIX, se ha convertido en las disciplinas académicas de la arqueología y la filología.

## Sociedades anticuarias
La Sociedad de Anticuarios de Londres se formó en el siglo XVIII para promover el estudio de las antigüedades. Ya en 1572 había sido una sociedad fundada por el Obispo Mateo Parker, Robert Cotton, William Camden y otros para la preservación de las antigüedades. Este organismo existe hasta 1604, cuando cayó bajo sospecha de ser político en sus objetivos, y fue abolida por el rey Jaime I. Documentos de lectura en sus reuniones se conservan en la Biblioteca Cotoniana fueron impresos por Thomas Hearne en 1720 bajo el título de "Colección de Discursos curiosos", una segunda edición que aparece en 1771.
En 1707 una serie de anticuarios ingleses comenzaron a celebrar reuniones periódicas para el examen de su afición y en 1717 la Sociedad de Anticuarios fue reconstituida, finalmente recibieron una carta del rey Jorge II en 1751. En 1780 el rey Jorge III concedió a la sociedad apartamentos en Somerset House en la calle Strand de Londres. La sociedad se rige por un consejo de veinte y un presidentes y un administrador del Museo Británico.